# لواء فاطميون
لواء فاطميون هي ميليشيا أفغانية شيعية أسسها علي رضا توسلي (المعروف بأبو حامد) في عام 2014 لقتال المعارضة السورية. يتم تمويلها وتدريبها من قبل حرس الثورة الإسلامية الإيراني. وتفيد تقارير بأن المقاتلين الأفغان يتلقون 500 دولار شهريًا. نفت الجماعة التدخل الحكومي الإيراني المباشر في أنشطتها. في مارس 2015، أعلنت وكالة أنباء فارس عن مقتل علي رضا توسلي في تل قرين، محافظة درعا خلال معارك مع المعارضة السورية.
يُقدر تعداد اللواء بحوالي 3000 مقاتل، مع أن المصادر الإيرانية تدعي بأن العدد يصل إلى 14ألف مقاتل وهذا ما ادعاه نائب قائد لواء فاطميون، سيد حسن حسيني، المعروف أكثر بـ«سيد حكيم».
يشارك مقاتلو اللواء بمهام قتالية في دير الزور والبوكمال بشهر تشرين الثاني\نوفمبر 2017، وذلك بإطار نهايات حملة وسط سوريا (يوليو 2017–الآن) التي تهدف إلى إنهاء وجود الدواعش في الشرق السوري بقوات سورية-إيرانية-روسية مشتركة من غرب الفرات وقوات أميركية-كردية من شرقه.

## التاريخ

### الخلفية
مزيد من المعلومات: حزب الله أفغانستان
تتكون نواة لواء فاطميون من مقاتلي الميليشيا الشيعية جيش محمد (ساه محمد) التي كانت نشطة خلال الحرب السوفيتية الأفغانية وضد حركة طالبان، حتى انهيارها بعد غزو أفغانستان، وكذلك لواء أبو ذر. وهي مليشيا شيعية مكونة من أفراد أفغان بالكامل قاتلت طوعا في الحرب الإيرانية العراقية. خلال الحرب العراقية الإيرانية، تمركز هؤلاء المقاتلون في المناطق الجبلية في لولان ونافشه في شمال غرب إيران، حيث كان لديهم خبرة في حرب الجبال والحرب غير النظامية أثناء الحرب ضد السوفييت.
ومن المعروف أيضًا أن إيران قد أنشأت فروعًا لحزب الله في أفغانستان وباكستان، مع العديد من الجماعات الموالية لإيران التي تعمل في كلا البلدين خلال الحرب السوفيتية الأفغانية.

### عمليات لواء فاطميون
تعود التقارير عن مقاتلين أفغان موالين للحكومة في سوريا إلى أكتوبر / تشرين الأول 2012.  قاتلوا في الأصل في لواء أبو الفضل العباس العراقي قبل أن يصبحوا في نهاية المطاف كتيبة منفصلة في عام 2013.  وفقًا لمصادر إخبارية تابعة للحرس الثوري الإيراني تأسست المجموعة في 22 Urdibihist 1392/12 May 2013.  الغرض المحدد رسميًا للجماعة، وفقًا للحكومة الإيرانية ومصادر إخبارية تابعة لها، هو الدفاع عن ضريح زينب بنت علي، حفيدة النبي محمد، ومحاربة «الإرهابيين التكفيريين» في سوريا، والتي ستشمل الدولة الإسلامية (هو).  في وقت ما قبل 2014، تم «دمج» لواء فاطميون مع حزب الله أفغانستان، وهو حزب سياسي ثانوي في أفغانستان.
انخرط لواء فاطميون في عمليات متعددة في جميع أنحاء سوريا، بما في ذلك دارا وحلب وتدمر. في مارس 2016، قاتلوا في استعادة تدمر من الدولة الإسلامية.  في عام 2017، ساعدت الوحدة في مواجهة هجوم كبير للمتمردين في شمال محافظة حماة،  وساعدت لاحقًا هجومًا مواليًا للحكومة في الصحراء السورية بهدف الوصول إلى الحدود العراقية.  أثناء الحملة الأخيرة، قُتل محمد حسيني (المعروف أيضًا باسم «سلمان») أثناء داسه على لغم مضاد للأفراد. كان حسيني قد شغل منصب رئيس المخابرات في لواء حضرة فاطميون الزهراء التابع للواء فاطميون.  بعد الاختتام الناجح لهذا الهجوم، شارك لواء فاطميون في حملة للسيطرة على كل وسط سوريا من تنظيم الدولة الإسلامية. وقتل خلال هذه العمليات أنور الياوري، وهو قائد آخر للواء فاطميون.  لاحقًا شاركت الوحدة في حملة شرق سوريا (سبتمبر - ديسمبر 2017)، وساعدت في كسر حصار تنظيم الدولة الإسلامية على دير الزور.
خلال عملياته في سوريا، تكبد لواء فاطميون إصابات عديدة. في أكتوبر 2014، تم القبض على ثلاثة مقاتلين من قبل الجبهة الإسلامية المتمردة. مصائرهم مجهولة.  في 7 مايو 2015، أحيت إيران ذكرى مقتل 49 من مقاتلي المجموعة.  وفقًا لـ Spiegel Online ، يُعتقد أن 700 من أعضاء المجموعة قُتلوا في القتال حول درعا وحلب اعتبارًا من يونيو 2015.
قدر معهد واشنطن ما لا يقل عن 255 ضحية بين 19 يناير / كانون الثاني 2012 و 8 مارس / آذار 2016.  بينما يصعب تحديد أرقام الخسائر الدقيقة، يُعتقد أن اللواء خسر 925 مقاتلاً في سوريا اعتبارًا من مايو / أيار 2020.  من المرجح أن تزداد هذه الأرقام مع استمرار الحكومة الإيرانية في التعرف على رفات أعضاء فاطميون، أحيانًا بعد 5 سنوات من وفاتهم، وإعادة جثثهم إلى إيران.
مقاتلو لواء فاطميون مع قائد فيلق القدس قاسم سليماني خلال حملة البادية السورية (أيار- تموز 2017).
في 21 تشرين الثاني (نوفمبر) 2017، أعلنت إيران الانتصار على داعش، وبدأت لاحقًا في تقليص حجم لواء فاطميون. كانت القوات الأولى التي تم تسريحها هي الأصغر والأكبر سناً، وكذلك أولئك الذين أظهروا سلوكًا إشكاليًا مثل عدم الانضباط. أُعيد المقاتلون المسرحون إلى إيران للعودة إلى عائلاتهم وحياتهم المدنية.
في سياق وباء COVID-19، ورد أن لواء فاطميون بدأ في إنتاج أقنعة وقفازات في إيران وسوريا، بهدف توزيعها على السوريين الفقراء. اشتبه المراقبون الغربيون في أن هذا كان من المفترض أن يعزز صورة الجماعة ويساعدها في تجنيد أعضاء جدد.  بحلول أواخر عام 2020، كان لواء فاطميون لا يزال يعمل في شرق سوريا،  على الرغم من قوته من 500 إلى 1500 مقاتل فقط.
يختلف الخبراء حول الدور الذي كان لواء فاطميون يؤديه اعتبارًا من عام 2020، حيث أصبحت الحكومة السورية آمنة نسبيًا. قال الباحث فيليب سميث إن لواء فاطميون كان من المفترض أن يكون بمثابة «القوة الشبحية» الإيرانية للجنود الأجانب المدربين، وعلى استعداد لاستخدامها في التدخلات المستقبلية المحتملة. وبناءً على ذلك، ادعى سيمث ومحافظ هرات السابق عبد القيوم رحيم في عام 2020 أن لواء فاطميون بدأ الانتشار في مناطق أخرى في جميع أنحاء الشرق الأوسط دون تقديم أدلة مؤكدة.
وزعم سيمث ورحيم أيضًا أن القتال المستمر حول لواء فاطميون إلى قوة من النخبة، حيث قُتل أو تم تسريح معظم مقاتليه الأقل قدرة، ولم يتبق سوى المقاتلين الأكثر خبرة وتطرفًا. جادل محللون أمنيون آخرون بأنه لا يوجد دليل على المزيد من عمليات الانتشار الأجنبية الجماعية، وأن لواء فاطميون كان يتضاءل بشكل عام في الأعداد ويعاني من انخفاض الروح المعنوية، حيث أثبتت الحكومة الإيرانية أنها بطيئة في منح المزايا الموعودة لمقاتليها.

## التنظيم والإمدادات والمعدات
مزيد من المعلومات: أفغان في إيران
يقود لواء فاطميون قادة الحرس الثوري الإيراني ويزودهم الجيش الإيراني.  تم تجنيد قواتها من حوالي 3 ملايين أفغاني في إيران،  بالإضافة إلى اللاجئين الأفغان المقيمين بالفعل في سوريا.  المجندون هم عادة الهزارة، وهم مجموعة عرقية من وسط أفغانستان.  المجندون الإيرانيون للواء فاطميون هم عادة أعضاء في الباسيج.  في أغسطس 2016، اعتقلت الحكومة الأفغانية المسؤول الإيراني قربان غلامبور بتهمة تجنيد مقاتلين للواء.
تشييع جنازة أحد المدافعين عن الضريح المقدس في سوريا، مع رفع المشيعين أعلام حزب الله وكذلك لواء فاطميون.
وُعد الأفغان بالجنسية الإيرانية ورواتب تتراوح بين 500 و 800 دولار شهريًا مقابل القتال (عادةً ما يكون انتشارًا لمدة 3 أشهر في سوريا).  كثير من اللاجئين  وبعض المجرمين يفضلون التجنيد على السجن أو الترحيل،  على الرغم من أن الحكومة الإيرانية تدعي عمومًا أنهم متطوعون بدوافع دينية.  أُرسلت قوات لواء فاطميون الأولى إلى سوريا قيل لهم إنهم يؤدون «واجبهم الإسلامي» بالدفاع عن الأضرحة في دمشق.
بعد إنهاء خدمتهم، أصيب العديد من مقاتلي لواء فاطميون بالإحباط لأن الحكومة الإيرانية أثبتت بطئها في تلبية جميع مطالبهم. الأهم من ذلك، كافح المقاتلون لتأمين المزايا الموعودة مثل الرواتب والسكن والوظائف بسبب الوضع الاقتصادي الصعب في إيران وحالات تباطؤ المسؤولين الإيرانيين فيما يتعلق بالمدفوعات. كما كافحت عائلات المقاتلين الذين سقطوا من أجل الحصول على المزايا والتأشيرات.
على الرغم من أن بعض القادة الأفغان التابعين للواء فاطميون هم من قدامى المحاربين الذين خاضوا عدة حروب، بما في ذلك الحرب الإيرانية العراقية والحرب الأهلية الأفغانية (1996-2001)،  يفتقر المجندون الجدد للوحدة عمومًا إلى الخبرة القتالية.  يتم منح المجندين بضعة أسابيع فقط من التدريب والتسليح ونقلهم جواً إلى سوريا عبر الجسر الجوي بين العراق وسوريا وإيران. يتم استخدام هؤلاء الجنود كجنود صدمة، حيث يقودون العديد من الهجمات الهامة المؤيدة للحكومة إلى جانب القوات الإيرانية والعراقية وحزب الله. يعمل معظمهم كقوات مشاة خفيفة، على الرغم من أن البعض يتلقون تدريبات أكثر شمولاً ويمكنهم العمل كأطقم دبابات.
تم تدريب أجزاء من لواء فاطميون من قبل القوات المسلحة الروسية.  نظرًا لأن الوحدة تُستخدم غالبًا في مناطق الحرب حيث يدور القتال الأشد  على الرغم من عدم كفاية تدريبها في بعض الأحيان،  يعتقد المراقبون أن مقاتلي لواء فاطميون غالبًا ما يعملون «كوقود للمدافع».  بحلول عام 2020، جادل محللون مثل فيليب سيمث بأن قوات «علف المدافع» للوحدة قد تم التخلص منها في الغالب، ولم يتبق سوى نواة صلبة من المقاتلين.

### العلاقة مع حزب الله أفغانستان
مزيد من المعلومات: حزب الله أفغانستان
وفقًا للباحث فيليب سميث، كان لواء فاطميون وحزب الله الأفغاني مجموعتان مختلفتان في الأصل، لكنهما أظهرتا تداخلًا كبيرًا في الأيديولوجيا والعضوية بحلول عام 2014 لدرجة أنهما أصبحا «مدمجين».  في المقابل، واصل الباحث عوفيد لوبيل اعتبار لواء فاطميون وحزب الله أفغانستان منظمتين منفصلتين في عام 2018، على الرغم من أن كليهما كان جزءًا من «شبكة الوكيل الإقليمية» لإيران.  مصادر أخرى مثل جهاد إنتل وأراب نيوز تعاملت مع الاثنين على أنهما نفس المنظمة.  وصف الباحث مايكل روبيلارد لواء فاطميون بأنه «فرع من حزب الله في أفغانستان».

## اتهامات بارتكاب جرائم حرب
طبقاً لـ هيومن رايتس ووتش، فقد قام لواء فاطميون بتجنيد الأطفال، وبعضهم لا تتجاوز أعمارهم 14 سنة.

## التصنيف كمنظمة إرهابية
في عام 2019 ، أعلنت كل من الولايات المتحدة وكندا جماعة فاطميون منظمة إرهابية. وفقًا لوزير الخزانة آنذاك ستيفن منوشين، فإن تصنيف فاطميون كمنظمة إرهابية كان جزءًا من «حملة ضغط مستمرة لإغلاق الشبكات غير المشروعة التي يستخدمها النظام [الإيراني] لتصدير الإرهاب والاضطرابات في جميع أنحاء العالم.»